# Mezőgazdasági termékértékesítési szerződés
A mezőgazdasági termékértékesítési szerződés az 1959. évi Polgári Törvénykönyv XXXVI. fejezetében szabályozott önálló szerződésfajta volt. Tükrözte a mezőgazdasági termelés bizonyos sajátosságait, egyben lehetőséget adott az állami beavatkozásra a mezőgazdasági termelés területén.
Az 1993. évi XCII. törvény a piacgazdaság követelményeihez igazította,  módosította illetve kiegészítette a mezőgazdasági termékértékesítési szerződés szabályait. Eltörölte például azt a rendelkezést, hogy addig kötelező volt a késedelmi és a meghiúsulási kötbér kikötése.
A mezőgazdasági termékértékesítési szerződésre – jogszabály eltérő rendelkezése hiányában – az adásvétel, illetőleg a vállalkozás szabályait kellett megfelelően alkalmazni. Amennyiben ugyanis a termelő egyetlen kötelezettsége a termény (állat stb.) átadása volt, akkor az adásvételi elemek domináltak, viszont akkor, ha a termelő kötelezettségei közé tartozott a termék/termény előállítására irányuló tevékenység illetőleg az élőállat nevelése, úgy a vállalkozási szerződés elemei jutottak hangsúlyos helyzetbe.
A hatályos Polgári Törvénykönyv (2013. évi V. törvény) a mezőgazdasági termékértékesítési szerződést mint szerződésfajtát nem ismeri. Ugyanakkor az adásvételi szerződés altípusairól szóló XXXIV. fejezete két mezőgazdasági vonatkozású altípust szabályoz: a  saját termelésű mezőgazdasági áru szolgáltatására kötött adásvételi szerződést  és a vevő közreműködésével előállított mezőgazdasági áru szolgáltatására kötött adásvételi szerződést 

## Sajátosságai
A mezőgazdasági termékértékesítési szerződés a termelő és megrendelő között jött létre. A szerződés alapján a termelő meghatározott mennyiségű, magatermelte terményt, terméket vagy saját nevelésű, illetőleg hizlalású állatot köteles, kikötött későbbi időpontban, a megrendelő birtokába és tulajdonába (kezelésébe) adni, a megrendelő pedig köteles a terményt, terméket, illetőleg állatot átvenni és az ellenértéket megfizetni.
Bár a szerződést írásban kellett megkötni, ám bármelyik fél teljesítése esetén ennek hiányában is érvényesnek kellett tekinteni.

## A szerződés tárgya
A szerződés tárgya valamely terméknek meghatározott területen megtermelése, továbbá állat nevelése vagy hizlalása is lehetett.
Gazdálkodó szervezet a nem maga termelte termény, termék és a nem saját nevelésű, illetve hizlalású állat továbbadására is köthet mezőgazdasági termékértékesítési szerződést.